# Bages (Aude)
Bages település Franciaországban, Aude megyében. Lakosainak száma 750 fő (2022. január 1.). Bages Narbonne és Peyriac-de-Mer községekkel határos.

## Népesség
A település népessége az elmúlt években az alábbi módon változott:
| Lakosok száma | 558  | 547  | 694  | 817  | 875  | 867  | 803  | 784  | 782  | 750  |
|               | 1968 | 1982 | 1990 | 2006 | 2013 | 2015 | 2017 | 2019 | 2020 | 2022 |